# Cvrčovice (Boêmia Central)
Cvrčovice é uma comunas checa localizada na região da Boêmia Central, distrito de Kladno.